# Ацтлан

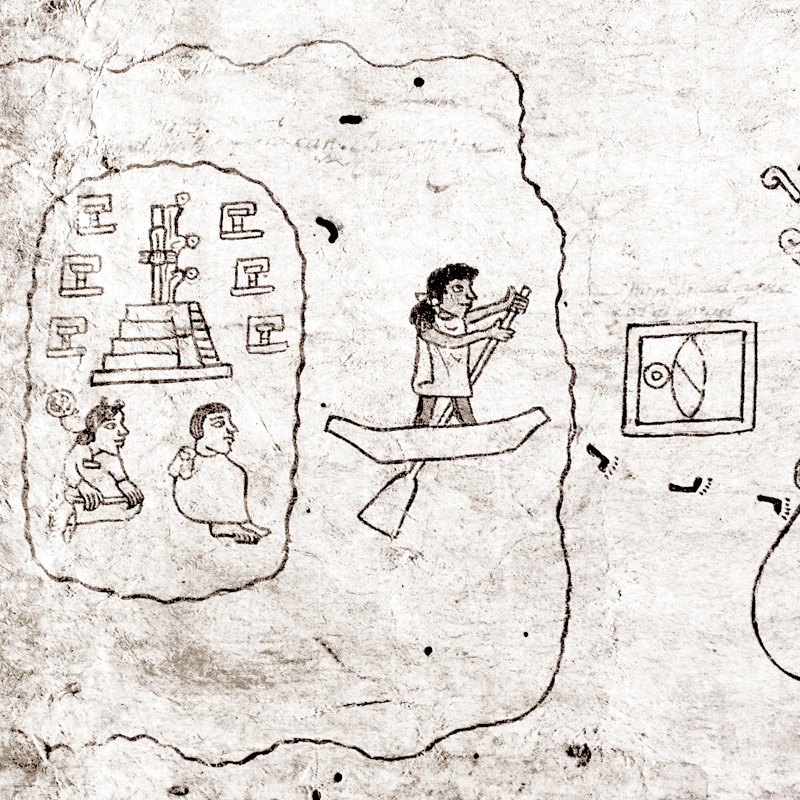
Вихід ацтеків з Ацтлану

Ацтлан (з науатль Aztlan — країна чапель або країни білизни) — легендарне місце початкового проживання ацтеків та інших народів науа, їхня прабатьківщина. Звідси назва народу ацтеки — люди з Ацтлану.

## Опис у легенді
Згідно з ацтецькими міфами Ацтлан — це острів на озері, який був значно віддалений від долини Мехіко. Тоді ацтеки звалися мехитінс. Вони жили у повній злагоді з іншими ацтецькими племенами. Правителем острова був Монтесума. Перед своєю смертю він розділив державу поміж синами. Найстарший став тлатоані декількох народів, зокрема вастеків. Молодший з синів на ім'я Монтесума став правителем народу мехитінс. Проте влада, що йому дісталася, не влаштувала Монтесуму-молодшого, й він вирішив залишити Ацтлан. Це відбулося або у 1064, або 1168 роками. З цього моменту мехитінс звуться мешики.
Роки 1064 та 1168 пов'язано з тим, що у ацтецьких літописах зазначено рік віходу з Ацтлана як 1-й рік Кременю, що саме відповідає обом рокам. Мешики залишають Ацтлан у пошуках нового раю. Його обіцяє ацтекам їх бог Уіцілопостлі. З цього моменту Ацтлан символізує райське місце.
Ця легенда є значною мірою сумішю реальних фактів та фантазією. Тут просліжуються аналогією з останнім імператором ацтеків Монтесумою II. Ацтлан — острів у лагуні або озері — відображення Теночтітлану. Перший володар мешиків має такеж саме ім'я, як і тлатоані ацтеків в середині династії Акамапічтлі, так й останній правитель Ацтецької імперії. Інша аналогія полягає у бажанні молодшого брата стати над старшим — прагненні володіти всіма людьми та народами, як останній Монтесума.
Спочатку мешики та інші ацтецькі народи вважали своєю прабатьківщиною Чикомосток («місто з сімома печерами»), можливо розташоване на північному сході від долини Мехіко. Тільки після встановлення своєї влади над Теночтітланом та долиною Мехіко з'явилася легенда щодо Ацтлана.

## Розташування
Деякі вчені вказують на місто розміщення Ацтлана — район на північ від міста тули-Толлана. Інші дослідники давали інші місця: Ж. Рамірес — у високогірній долині Мексики, П. Кіркгоф вказував на Ріо-Лерме поблизу Юріріо, А. Чаверо — острів Мекскальтітан в області лагун західного узбережжя Мексики, М. Ороцко — в озері Чапала, Л. Ботуріні й Х. Банкрофт — у Нижній Каліфорнії, Ф. А. Тезозомок (нащадок Монтесуми II) — у Нью-Мексико, О. Гумбольдт та В. Прескот вважали Ацтлан на північнозаході США. Деякі вчені (І. Донелай) висували гіпотезу, що Ацтлан — це Атлантида.
Все ж таки сьогодні більшість дослідників історії ацтеків вважають «Ацтлан» міфічним місцем, символом райського острова.